# Klanjanje
Klanjanje ili naklon čin je savijanja tijela i glave kao gesta poštovanja nekoj osobi ili simbolu. Naklon je tradicionalni pozdrav u Kini, Japanu i Koreji.

## Katoličanstvo
Postoji euharistijsko klanjanje, klanjanje posvećenoj hostiji, Presvetom tijelu Isusa Krista.

## Azija
Klanjanje je tradicionalan pozdrav u Istočnoj Aziji, posebno u Japanu, Koreji i Tajvanu. Međutim, klanjanje nije rezervirano samo za pozdrave. Luk i strijela znak su poštovanja. Različite lukove koriste za isprike i zahvalnost, različite emocije, poniznost, iskrenost, kajanje, ili popustljivost, te u različitim tradicionalnim umjetnostima i vjerskim obredima. Luk i strijela bio je dugo vremena u Istočnoj Aziji znak da se pokaže poštovanje ljudi. Općenito, što je luk viši, mogu se izraziti jače emocije ili veće razlike u društvenom položaju.

## Islam
U Islamu postoje dvije vrste klanjanja, Sujud i Ruk'u. Sujud ili Sajdah služi za klanjanje Alahu. Pozicija podrazumujeva da čelo, nos, obje ruke i koljena dodiruju tlo. Ruk'u je bočno uvijanje nakon recitiranja Kurana. On podrazumjeva savijanje, stavljajući ruke na jedno koljeno.